# Jewgienij Lanceray
Jewgienij Jewgienjewicz Lanceray (ros. Евгений Евгеньевич Лансере, inne transkrypcje: Łansere, Lansere, Lanssere, lub Lanceret; ur. 23 sierpnia?/4 września 1875 w Pawłowsku koło Petersburga, zm. 13 września 1946 w Moskwie) – malarz i grafik rosyjski, członek stowarzyszenia „Świat Sztuki”.
Pochodził z rodziny o tradycjach artystycznych Lanceray-Benois. Jego dziadkiem był malarz Nikołaj Benois, matką graficzka Jekatierina Lanceray, wujem malarz Aleksandr Benois, ojcem rzeźbiarz Jewgienij Aleksandrowicz Lanceray. Jego siostra, malarka Zinajda Sieriebriakowa została również członkinią „Miru Iskusstwa”, a brat Nikołaj Lanceray został architektem.
W roku 1892 rozpoczął naukę w szkole rysunku Towarzystwa Zachęty Sztuk w Petersburgu, m.in. u Jana Ciąglińskiego. W latach 1895–1898 studiował Jewgienij Lanceray w Paryżu na Académie Colarossi i Académie Julian. Po zwiedzeniu krajów Europy powrócił Lanceray do Rosji i został członkiem „Miru Iskusstwa”. W latach 1922–1927 i 1931–1934 przebywał w Tbilisi, gdzie był wykładowcą na Akademii Sztuk Pięknych. Po ponownym pobycie w Paryżu w latach 1927–1931 powrócił do Związku Radzieckiego i w latach 1934–1938 był wykładowcą na Wszechrosyjskiej Akademii Sztuki w Leningradzie. Spośród artystów swojego pokolenia wyróżniał się starannością w opracowaniu najdrobniejszych szczegółów.
W twórczości Lanceraya widoczne są wpływy dzieł Aleksandra Benois i Konstantina Somowa, a także stylu Art Nouveau i baroku.
Zajmował się głównie ilustracjami do dzieł Lwa Tołstoja, Aleksandra Gribojedowa i Friedricha Schillera, a także projektowaniem plakatów. Po rewolucji październikowej zajął się Lanceray sztuką monumentalną, m.in. wnętrzami Dworca Kazańskiego i stacji „Komsomolskiej” metra moskiewskiego. Jego dzieła zdobiące wnętrza hotelu „Moskwa” uległy zniszczeniu podczas rozbiórki budynku w 2004 roku.